# Ловци на бисери
„Ловци на бисери“ (на френски: Les Pêcheurs de perles) е опера в три действия на френския композитор Жорж Бизе по либрето на Йожен Кормон и Мишел Каре.
Бизе започва работа над операта „Ловци на бисери“ след завръщането си от специализация в Италия през 1860 г. Либретото е написано от двама опитни автори на оперни и оперетни текстове: Мишел Каре, който е съавтор на Жул Барбие за либретата на „Фауст“ от Гуно, „Миньон“ от Тома и др., и Пиер Етиен Кормон. Във Франция интересът към източните и екзотичните сюжети по това време е голям след нашумелите произведения на Фелисиен Давид и особено след творбата му „Пустинята“. Директорът на „Театър Лирик“ предлага на Бизе, който по това време е едва 24-годишен, либретото на „Ловци на бисери“. Бизе приема и за няколко месеца завършва операта.
Действието на операта се развива в древността в Цейлон, а в центъра на сюжета са двама ловци на бисери, чието приятелство е застрашено от любовта им към една и съща жена, която от своя страна е раздвоена между земната любов и свещеническото си призвание.
Премиерата на „Ловци на бисери“ е на 30 септември 1863 година в „Театър Лирик“ при посредствен успех. Ектор Берлиоз обаче, който по това време е 60-годишен и отдавна е прекъснал критическата си дейност, оценява големия талант на Бизе и пише положителна статия за операта му; последната в живота си.
У нас „Ловци на бисери“ е поставена за пръв път в Софийската народна опера през 1927 г. Диригент е Т. Хаджиев, режисьор — Хр. Попов.